# Xã Ellsborough, Quận Murray, Minnesota
Xã Ellsborough (tiếng Anh: Ellsborough Township) là một xã thuộc quận Murray, tiểu bang Minnesota, Hoa Kỳ. Năm 2010, dân số của xã này là 145 người.